# Shin Kyuk-ho
Shin Kyuk-ho (Ulsan, 4 de outubro de 1921 – Seul, 19 de janeiro de 2020) foi um empresário sul coreano, criador do Lotte Group.

## História
Shin Kyuk-ho nascido em Ulsan, ele começou a empresa Lotte em 1948. Morreu no dia 19 de janeiro de 2020, aos 98 anos.